# Matías Moreno González
Matías Moreno González (Fuente el Saz de Jarama, 1840 – Toledo, 8 luglio 1906) è stato un pittore e scultore spagnolo.

## Biografia
Studiò alla Scuola delle Belle Arti di San Jorge di Barcellona dal 1854 al 1856 poi all'Accademia di Belle Arti San Fernando di Madrid. Terminò la sua formazione dipingendo copie al Museo del Prado degli artisti Peter Paul Rubens, Antoon van Dyck, Tiziano Vecellio, Paolo Veronese e soprattutto Diego Velázquez
Al concorso dell'Esposizione nazionale delle Belle Arti del 1864 in Spagna ottenne una medaglia di terza classe per il Retrato de la señorita (probabilmente Josefa Martín, la sua fidanzata).
Nel 1866 ottenne un posto di professore presso l'istituto di Toledo e un riconoscimento per il suo quadro Alfonso el Sabio en la conquista de Cádiz con la terza medaglia all'Esposizione nazionale delle Belle Arti.
Legato alla città di Toledo, egli la percorreva, talvolta accompagnato dagli amici Gustavo Adolfo Bécquer e poi Ricardo de Madrazo.
Nel 1868 sposò la fidanzata Josepha Martin, dalla quale avrà poi due figlie: Maria (1870) e Isabella (1873).
Nel 1870 fu nominato corrispondente dell'Accademia di Belle Arti San Fernando e fece parte della Commissione provinciale dei monumenti. Nel medesimo anno presentò alcuni suoi quadri al Salon di Parigi.
Verso il 1873 procedette al restauro del dipinto di El Greco El entierro del conde de Orgaz
Nel 1881 ottenne una medaglia di seconda classe all'Esposizione nazionale per la sua opera Ensayo al órgano.
Nel 1902 diresse la Scuola Superiore di Arti industriali e commerciali e iniziò a dedicarsi alla scultura; ottenne in proposito una medaglia di terza classe all'Esposizione nazionale del 1904 per alcuni suoi busti.

## Opere

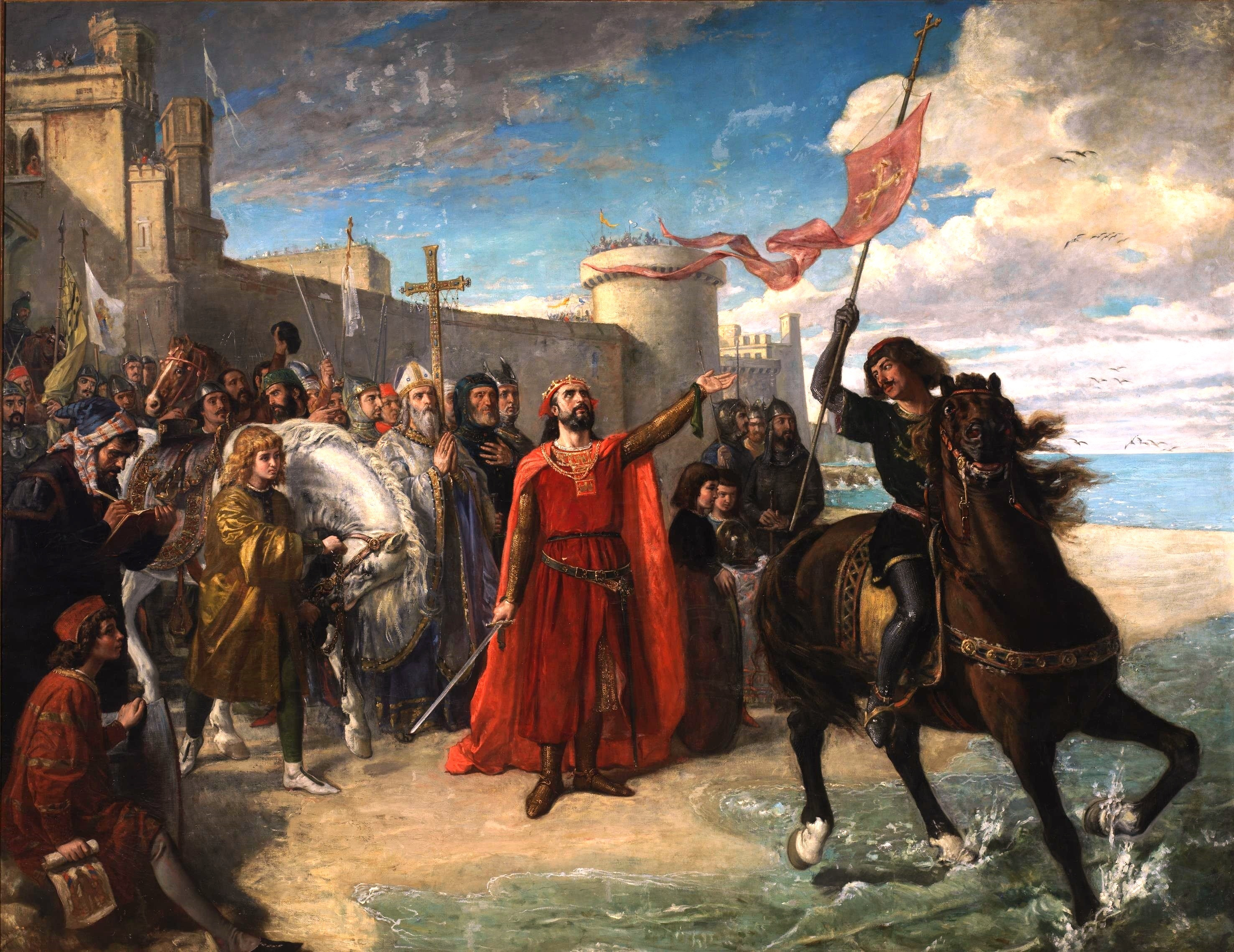
Alfonso X el Sabio tomando posesión del mar después de la conquista de Cádiz (Alfonso X il Saggio prende possesso del mare dopo la conquista di Cadice), dipinto del 1866

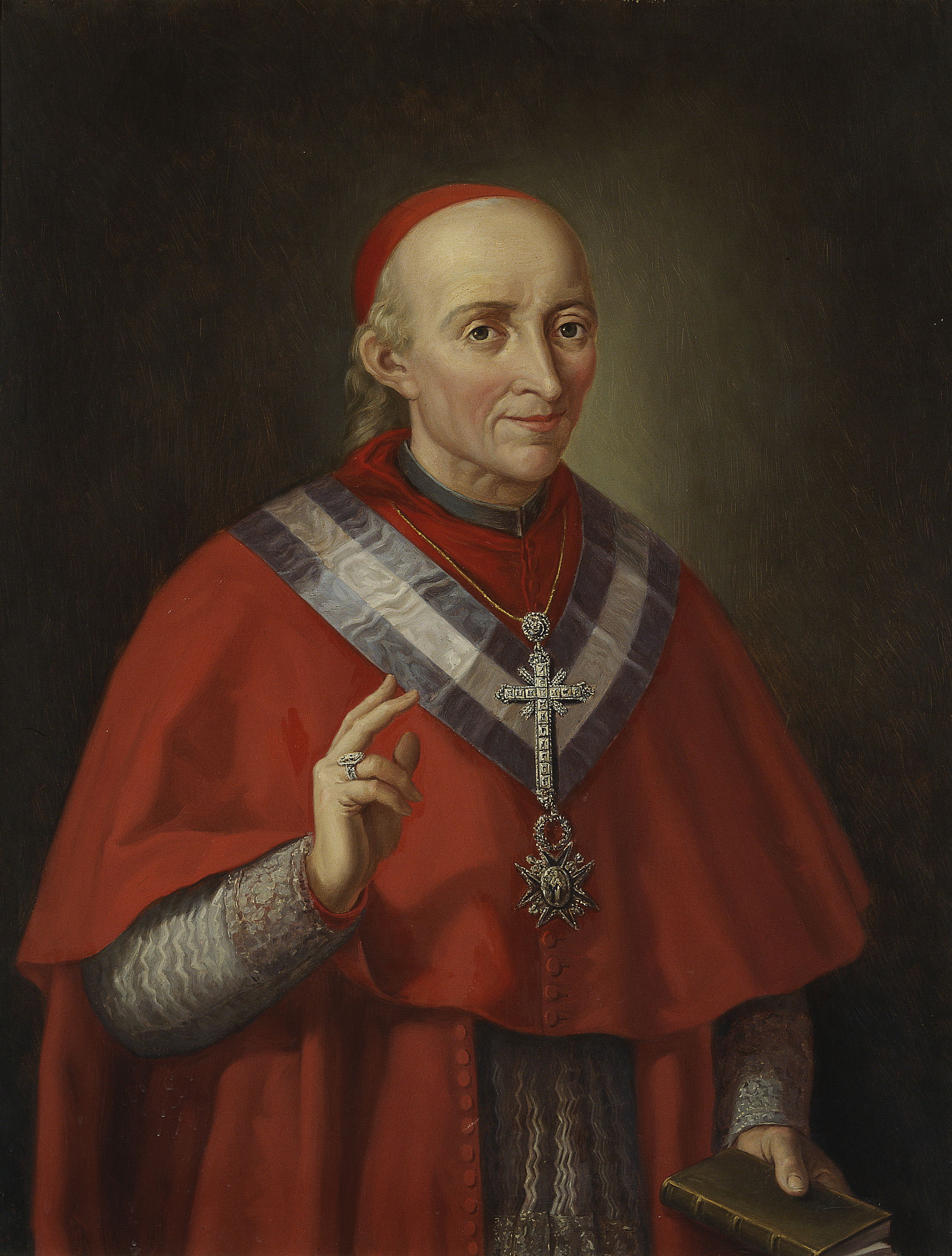
Il cardinale Lorenzana

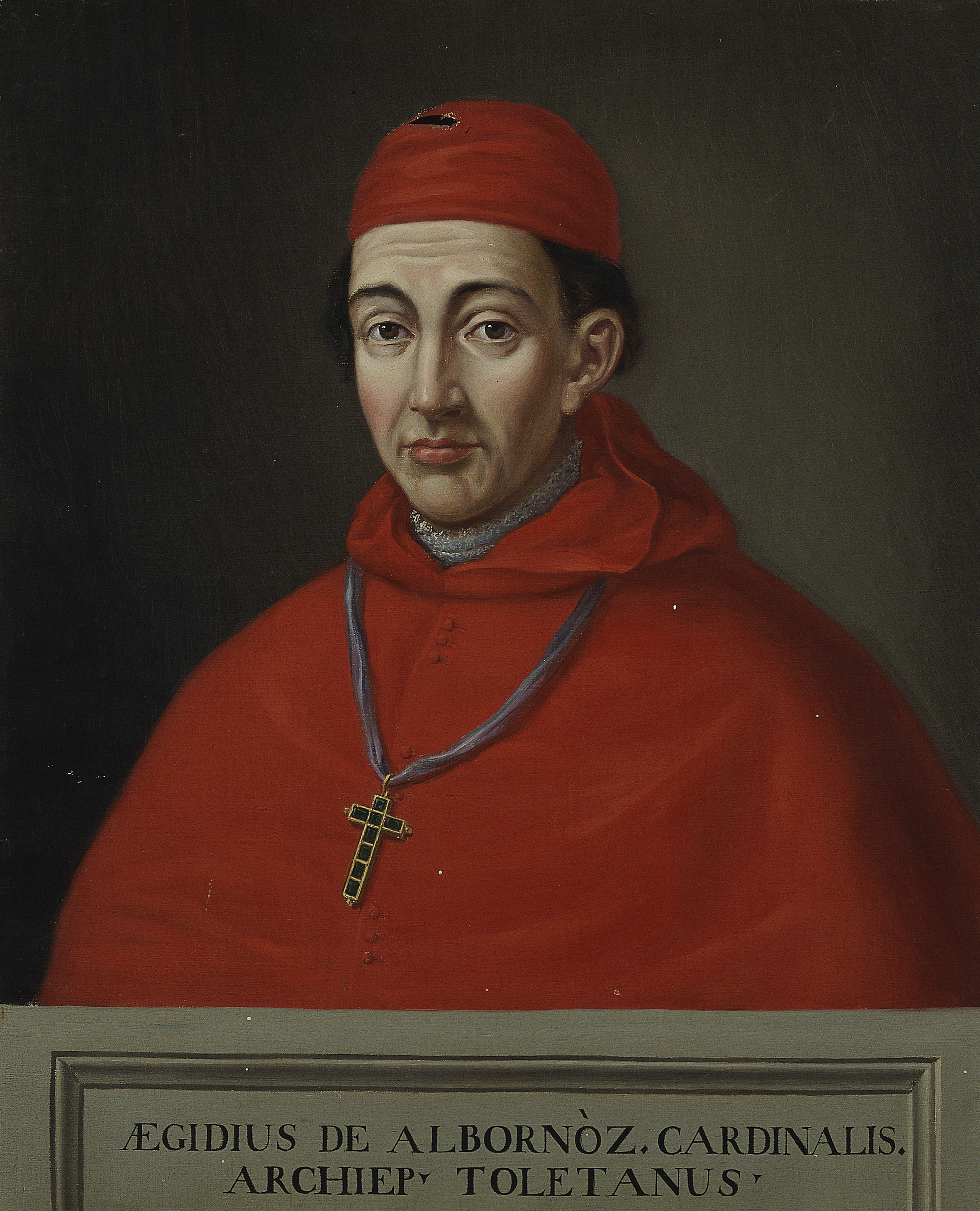
Il cardinale Gil de Albornoz

Le opere qui di seguito citate sono conservate al Museo del Prado, salvo indicazione contraria:
- El cardenal Tavera (Il cardinale Tavera, olio su tela, 104 X 86   cm (in prestito all'Accademia Reale di Storia, Madrid) — copia di El Greco
- Don Diego Covarrubias y Leiva, olio su tela, 68 x 56  cm (in prestito all'Accademia Reale di Storia di Madrid) — copia di El Greco
- El cardenal Lorenzana (Il cardinale Lorenzana), olio su tela, 92 x 71 cm (in prestito all'Accademia Reale di Storia) — copia
- El cardenal Gil de Albornoz (Il cardinale Gil de Albornoz), olio su tela, 74 x 60 cm (in prestito all'Accademia Reale di Storia) — copia
- El cardenal don Pedro González de Mendoza (Il cardinale Pedro González de Mendoza), olio su tela, 119 x 78 cm, (in prestito all'Accademia Reale di Storia) — copia
- El cardenal Cisneros (Il cardinale Cisneros), olio su tavola, 120 x 73 cm (in prestito all’Accademia Reale di Storia) — copia
- El padre Juan de Mariana (Il padre di Juan de Mariana), olio su tela, 63 x 48 cm  (in prestito all'Instituto de Espagna, Madrid) — copia
- El arzobispo Pedro Tenorio (L'arcivescovo Pedro Tenorio), olio su tela, 75 x 61 cm (in prestito all'Instituto de España, Madrid) — copia
- Juan Guas, olio su tela, 67 x 54  cm (in prestito all'Instituto de España, Madrid) — copia dell'originale della parrocchia di San Justo di Toledo
- Retrato del cardenal Pedro Ynguanzo Rivero (Ritratto del cardinale Pedro Inguanzo Rivero), olio su tela, 93 x 66 cm (in prestito all'lInstituto de España, Madrid) — copia di Vicente López.
- El arzobispo don Luis Manuel Portocarrero (L'arcivescovo Luis Manuel Portocarrero), olio su tela, 85 x 60 x cm (in prestito all'Instituto d'Espagna, Madrid) — copia
- Alfonso el Sabio en la conquista de Cádiz (Alfonso il Saggio alla conquista di Cadice), olio su tela, 250 x 317 cm, 1866 (in prestito al Senato, Madrid)
- Los dos sueños (I due sogni), olio su tela, 120 x 173 cm, 1882 (in prestito all'Académie des beaux-arts di Toledo)
- Ensayo al órgano (Prova all'organo), olio su tela, 105 x 210 cm, 1880 (in prestito all'Audiencia Territorial de Albacete)
- El marqués de la Ensenada (Il marchese di Ensenada), olio su tela, 125 x 104 cm (in prestito al Palazzo della Moncloa a Madrid) — copia di Jacopo Amigoni

## Galleria d'immagini

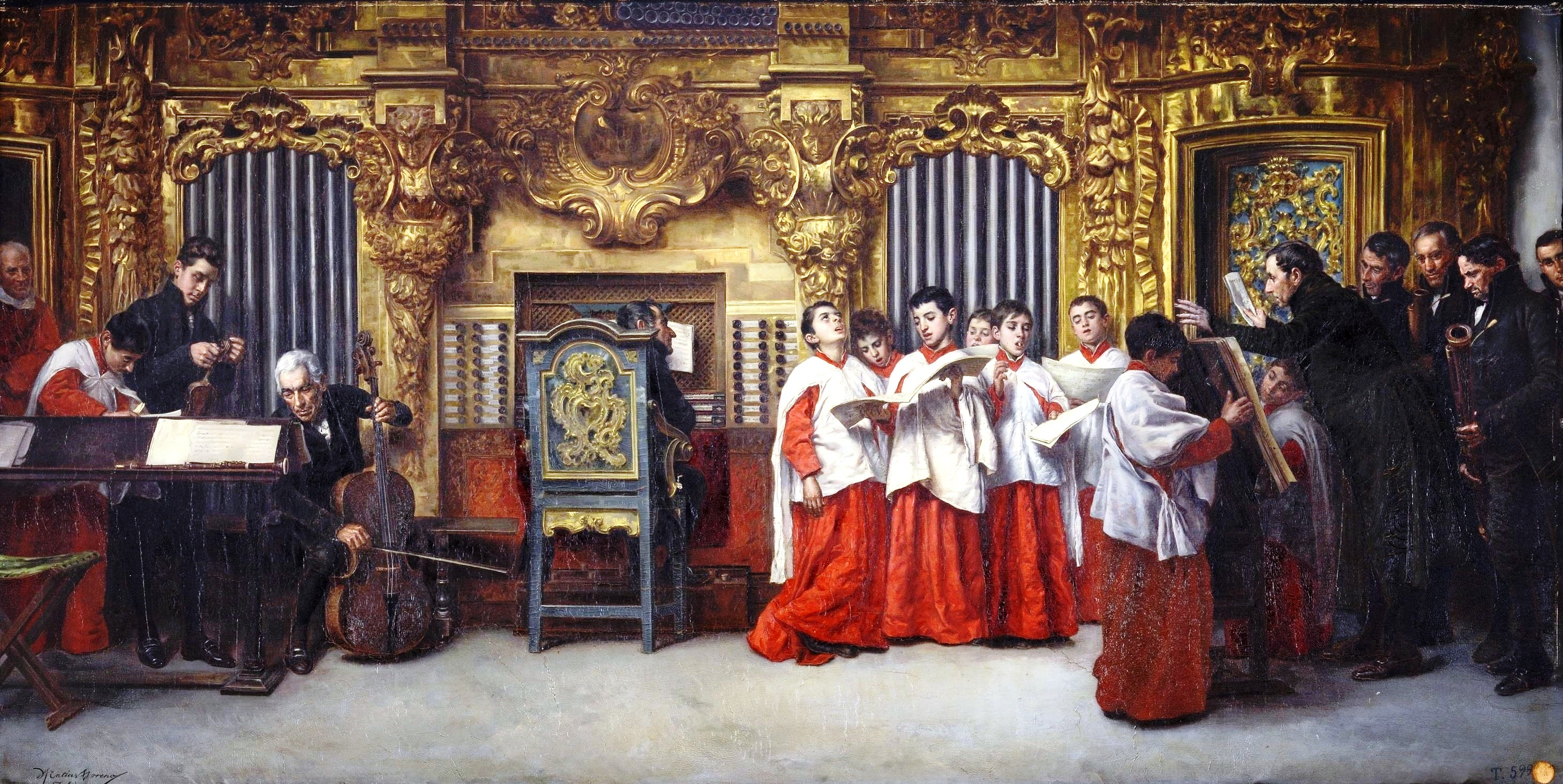
Prova all'organo
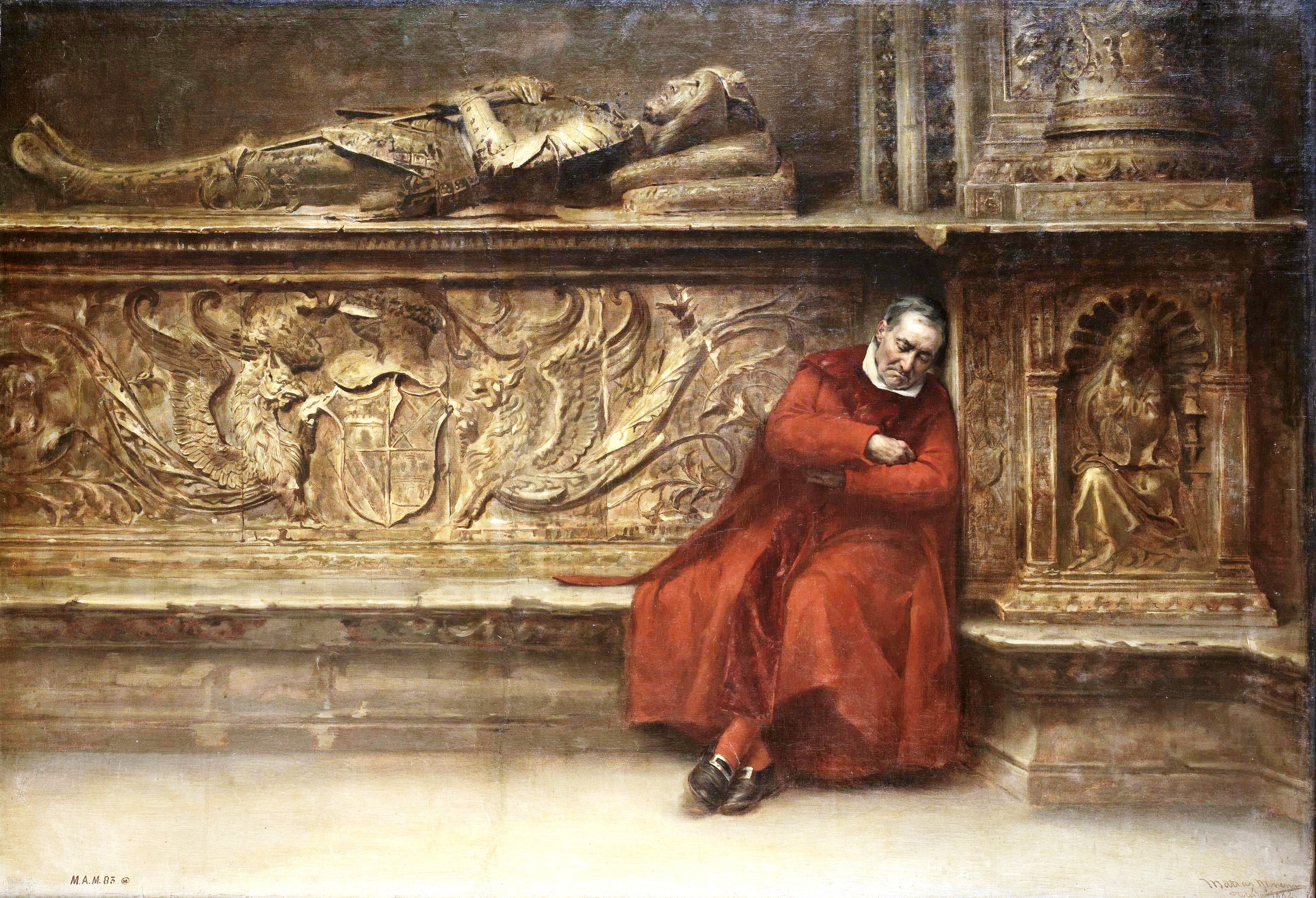
I due sogni
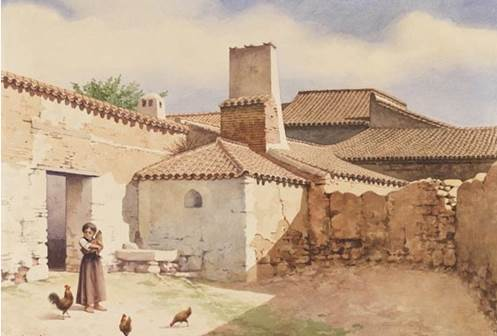
Grangia spanola
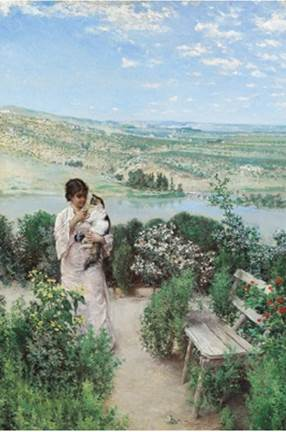
Vista sopra Toledo
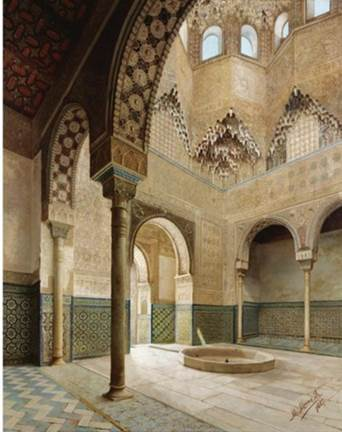
Interno arabo
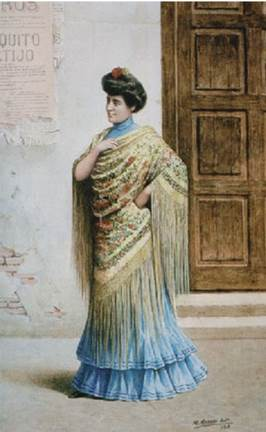
Dama con mantello